# Lista do patrimônio histórico em São Paulo (estado)
Esta é uma sublista da lista do patrimônio histórico no Brasil para o estado brasileiro de São Paulo
| Município       | Monumento ou obra                                         | Esfera de tombamento           | Uso atual | Ano do tombamento |
| --------------- | --------------------------------------------------------- | ------------------------------ | --- | ----------------- |
| Americana       | Fazenda Salto Grande                                      | Estadual                       | Museu | 1982              |
| Jacareí         | Capela de Nossa Senhora dos Remédios                      | Estadual                       | Capela | 1984              |
| Jacareí         | Solar Gomes Leitão                                        | Estadual                       | Museu | 1978              |
| Pindamonhangaba | Palácio 10 de Julho                                       | Estadual                       | | 1969              |
| São Paulo       | Casa Bandeirista do Itaim                                 | Estadual                       | | 1982              |
| São Paulo       | Casa do Butantã                                           | Estadual                       | Museu | 1982              |
| São Paulo       | Casa das Rosas                                            | Estadual                       | Espaço Haroldo de Campos de Poesia e Literatura                                                                                       | 1985              |
| São Paulo       | Casa de Mario de Andrade                                  | Estadual e municipal           | atualmente pertence à Secretaria de Estado da Cultura                                                                                 | 1975              |
| São Paulo       | Casa do Regente Feijó ou Casa do Sítio do Capão           | Estadual                       | | 1987              |
| São Paulo       | Casa do Sítio Tatuapé                                     | Federal, Estadual e Municipal  | Museu | 1951              |
| São Paulo       | Casa do Sítio da Ressaca                                  | Estadual e Municipal           | Sede do Acervo da Memória e do Viver Afro-Brasileiro                                                                                  | 1969              |
| São Paulo       | Casa Modernista à Rua Bahia,1126                          | Federal e Estadual e Municipal | | 1986              |
| São Paulo       | Casa Modernista à Rua Santa Cruz, 325                     | Federal, Estadual e Municipal  | | 1987              |
| São Paulo       | Casa Modernista à Rua Itápolis                            | Federal, Estadual e Municipal  | | 1986              |
| São Paulo       | Casarão da Vila Fortunata e mata remanescente             | Estadual                       | | 1992              |
| São Paulo       | Colégio Visconde de Porto Seguro                          | Estadual                       | Escola pública | 1979              |
| São Paulo       | Complexo do antigo Gasômetro                              | Estadual                       | | 2006              |
| São Paulo       | Conjunto Nacional                                         |                                | | 2005              |
| São Paulo       | Edifício da Associação Auxiliadora das Classes Laboriosas | Estadual                       | | 1995              |
| São Paulo       | Edifício do antigo Banco de São Paulo                     | Estadual                       | | 2003              |
| São Paulo       | Edifício Bretagne                                         | Municipal                      | Edifício residencial | 1995              |
| São Paulo       | Edifício Central do Instituto Adolfo Lutz                 | Estadual                       | | 1991              |
| São Paulo       | Edifício Esther                                           | Estadual                       | Edifício de uso misto | 1990              |
| São Paulo       | Edifício Higienópolis                                     | Municipal                      | | 1994              |
| São Paulo       | Edifício Louveira                                         | Estadual                       | Edifício residencial | 1992              |
| São Paulo       | Edifício Saldanha Marinho                                 | Estadual                       | | 1986              |
| São Paulo       | Estação da Luz                                            | Federal e Estadual             | Estação de trem da Companhia Paulista de Trens Metropolitanos (CPTM)                                                                  | 1982              |
| São Paulo       | Estádio Municipal Paulo Machado de Carvalho               | Estadual                       | Estádio de Futebol | 1998              |
| São Paulo       | Faculdade de Medicina da Universidade de São Paulo        | Estadual                       | Departamento de Medicina Legal, Ética Médica e Medicina Social do Trabalho e Centro de Estudos e Atendimento Relativo ao Abuso Sexual | 1991              |
| São Paulo       | Faculdade de Arquitetura e Urbanismo - USP                | Estadual                       | | 1982              |
| São Paulo       | Igreja da Ordem Terceira do Carmo                         | Federal e municipal            | Igreja | 1992              |
| São Paulo       | Igreja de Santo Antônio                                   | Estadual                       | Igreja | 1970              |
| São Paulo       | Igreja de São Miguel                                      | Estadual                       | Igreja | 1938              |
| São Paulo       | Imóvel da Avenida Brigadeiro Luiz Antônio, 42             | Municipal                      | | 1998              |
| São Paulo       | Indústrias Reunidas Francisco Matarazzo                   | Estadual                       | Casa das Caldeiras | 1986              |
| São Paulo       | Jardim da Luz                                             | Estadual                       | Parque | 1981              |
| São Paulo       | Memorial da América Latina                                | Estadual                       | | 1997              |
| São Paulo       | Mercado Municipal de Santo Amaro                          | Estadual                       | abriga atividades da Secretaria Municipal de Cultura                                                                                  | 1972              |
| São Paulo       | Monumento à Independência do Brasil                       | Federal, estadual e municipal  | Túmulo de D. Pedro I, Imperatriz Leopoldina e Imperatriz Amélia                                                                       | 1975              |
| São Paulo       | Museu de arte de São Paulo                                | Estadual                       | Museu | 1982              |
| São Paulo       | Parque da Aclimação e áreas verdes adjacentes             | Estadual                       | Parque | 1986              |
| São Paulo       | Parque Fernando Costa (Parque da Água Branca)             | Estadual                       | Parque | 1996              |
| São Paulo       | Parque Ibirapuera                                         | Estadual                       | Parque |                   |
| São Paulo       | Parque da Independência                                   | Estadual e Municipal           | Parque | 1975              |
| São Paulo       | Parque Tenente Siqueira Campos                            | Estadual e Municipal           | Parque | 1982              |
| São Paulo       | Pinacoteca do Estado de São Paulo                         | Estadual                       | Pinacoteca | 1982              |
| São Paulo       | Sino da Independência do Brasil                           | Estadual                       | Bem móvel de valor histórico | 1972              |
| São Paulo       | Solar da Marquesa de Santos                               | Estadual                       | | 1979              |
| São Paulo       | Teatro Municipal de São Paulo                             | Estadual                       | Teatro Municipal de São Paulo | 1982              |
| São Paulo       | Theatro São Pedro                                         | Estadual                       | Teatro | 1984              |
| São Paulo       | Tendal da Lapa                                            | Municipal                      | Espaço Cultural Tendal da Lapa | 2007              |